# ژان هفدهم
پاپ ژان هفدهم (به انگلیسی: John XVII) یکی از پاپ‌های کلیسای کاتولیک رم بود که در رم به دنیا آمد و از ۱۰۰۳ تا ۱۰۰۳ میلادی پاپ بود.